# Болно
Болно (мкд. Болно) је насеље у Северној Македонији, у јужном делу државе. Болно припада општини Ресан.

## Географија
Насеље Болно је смештено у југозападном делу Северне Македоније. Од најближег већег града, Битоља, насеље је удаљено 40 km западно, а од општинског средишта 8 km западно.
Болно се налази у области Горње Преспе, области око западне и северне обале Преспанског језера. Насеље је смештено у северозападном делу поља, које се пружа северном страном језера. Западно од насеља се издиже планина Галичица. Надморска висина насеља је приближно 940 метара.
Клима у насељу је планинска због знатне надморске висине.

## Становништво
Болно је према последњем попису из 2002. године имало 237 становника. 
Претежно становништво у насељу су етнички Македонци (98%).
Већинска вероисповест је православље.